# 情報分析管理
情報分析管理（英語：Intelligence Analysis Management）是指管理與組織原始情報資料分析處理的過程。術語如「分析」、「產製」及「處理」意指對原始情報進行組織與評估，此階段在情報界常稱為「串連線索」（connecting the dots），進而形成所謂的「情報鑲嵌圖」（intelligence mosaic）。同一批情報資料經分析後，可能產出多種不同安全等級、時效與細節程度的分析成果。情報分析自古即有，雪曼·肯特（Sherman Kent）常被視為現代情報分析之父，其著作包括1947年出版的《美國世界政策的戰略情報》。
雪曼·肯特任職於戰略情報局與中央情報局期間，奠定了現代情報分析的多項規範與應用。肯特反對「分析人員只提供建議，不建議政策」的理念，認為分析應與決策者形成夥伴關係，但分析師不應推銷個人觀點。
近年來，受知識社會學影響的學者批評肯特過於實證主義，未重視分析單位身分與文化在假設建立、接受與拒絕過程中的作用。

## 前處理

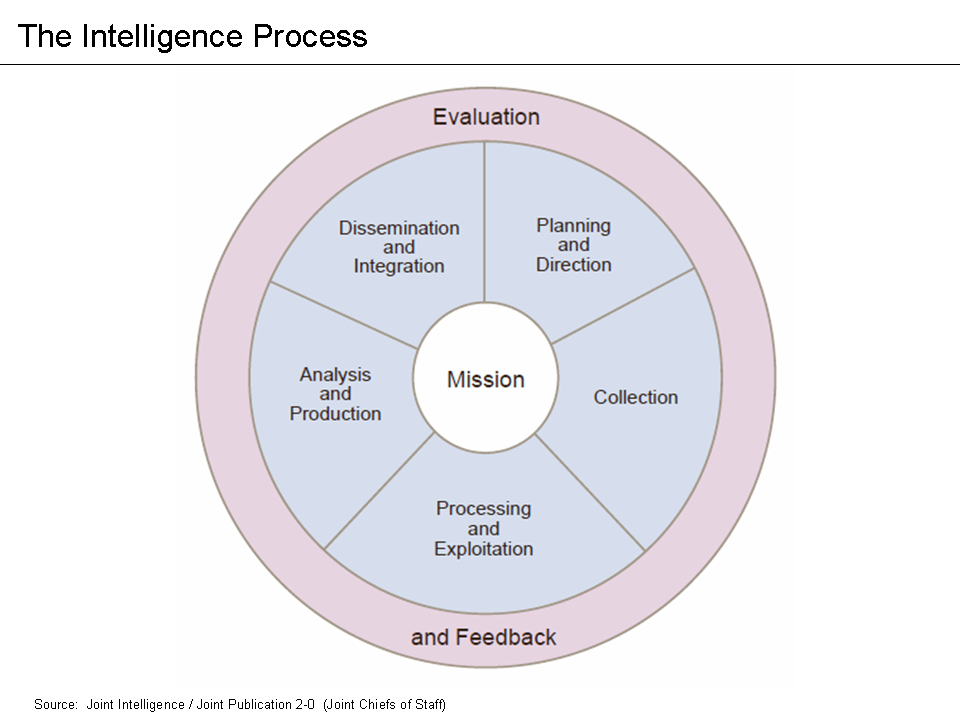
情報流程或循環圖。分析是其中一環。

部分情報領域（特別是技術情報）會針對相同原始資料進行多重分析，以獲取不同面向的結論。例如：一組電子訊號資料，電子情報（ELINT）專家關注雷達用途與覆蓋範圍，測量與特徵情報（MASINT）專家則尋找雷達非預期頻譜或雜訊特徵；通訊情報（COMINT）專家關心語音內容，聲學MASINT專家則可能進行聲紋比對。以莫斯電碼為例，老練攔截員可透過操作員的獨特「手感」判斷身分，偵破電台欺敵。
最基本的前處理是將原始資料翻譯為分析師熟悉語言，或直接由精通外語的分析人員處理原文。

### 基礎情報與參考圖書服務
CIA 圖書館員每日接收大量文件（電報、新聞、摘要、期刊、書籍、地圖等）。這些資料來自不同單位、格式不一、等級不一，需篩選分發給逾150個部門或個人。參考部門管理各類資料庫（如專家名錄、照片、工廠數據），常見查詢包括：
- 指定文件（已知編號或出處）；
- 回答特定問題所需資料；
- 某主題下所有相關資料（最複雜，需文獻檢索）。

參考服務可採主動（協助編輯目錄、預篩、摘要、尋求外部協助、提供參考工具等），或被動（僅維護圖書館，供研究員自取）方式。現代協作技術有助於減少資訊落差。
建立獨立參考服務後，常根據需求出版研究或參考用出版品（如情報報告彙編、主題書單等），主動讓分析人員知悉現有資源。
情報人員及用戶亦需參考書與百科全書。美國稱之為「基礎情報」（basic intelligence），歐洲稱「文獻情報」（documentary intelligence）。多數內容雖可公開，但索引、交叉引用涉及機密時，目錄本身即為機密。
美國軍事情報界常用縮寫 BEST MAPS 來組織基礎情報：
- B—傳記情報（Biographic）
- E—經濟情報（Economic）
- S—社會情報（Sociological）
- T—運輸與電信情報（Transportation & Telecommunications）
- M—軍事地理情報（Military Geographic）
- A—武裝力量情報（Armed Forces）
- P—政治情報（Political）
- S—科學技術情報（Scientific & Technical）

同時也包括：
- 地圖（底圖、疊加圖等）
- 傳記資料庫（英國稱 registry）
- 圖像資料
- 攻擊目標資料

這些可能以各種分類製作成國家手冊、主題手冊（如國際恐怖組織），機密等級各異。現今大多數以網頁形式保存。

### 國家手冊
非機密版本如《CIA世界概況》、英國外交部「國家與地區」資料、美國國務院背景說明等。 類似情報社群內部參考書的有「外國區域手冊」（由美國國會圖書館編輯），原為美軍需求所製，涵蓋易於出兵地區，分為公開版及機密補充版。

### 傳記資料
傳記登錄最大價值在於完整索引。姓名的拼音與別名為最大難題。Soundex 技術可助於不同語言下之拼音搜尋。社會網絡分析中，「接線圖」是描述關係索引的術語。 

### 地理基礎情報
地圖為典型產品，內容可包括政區、民族語言、地形等。現今如 Google Earth 已普及至一般應用，地理資訊系統中地圖索引則因投影、座標系統多元而複雜。

### 作戰序列情報
作戰序列（order of battle）指敵方部隊組成、主要人員、裝備與戰力等。也可泛指敵方組織架構、裝備等，如電子作戰序列就包括敵方電子設備位置與特性。

## 即時情報
「即時情報」涵蓋多種業務。基本運作是：接收原始（或初步處理）報告、整合現有資訊，並根據任務需求支援：
- 戰術警報（如北美防空司令部指揮中心）
- 行動中心（如海軍戰情中心、空中預警系統）
- 戰略預警協調（如美國國務院作戰中心）
- 慣例監控（如二戰英國潛艇跟蹤室）
- 政策決策輔助（如美國白宮戰情室）

某些情資中心（如戰情中心）需監控感測器運作狀態，以防疏漏（如珍珠港事件因監控失職造成警戒失靈）。現代即時情報設施常用電話會議、視訊會議（如美國NOIWON）連結各主要情報單位。英國則有「COBRA」會議室實體設置。
某些突發事件（如大規模監獄暴動）可由單一情資中心協調；如劫機事件，聯邦航空管理局可與相關單位協調。若發生如卡崔娜颶風等重大災害，美國「事件指揮系統」會連動至全國層級。
大型軍事指揮部設有作戰中心，下級情報單位回報現況，高層則保持資訊流通。美俄有互派聯絡團駐航空預警中心，國際「熱線」通信系統亦常用於危機管理。

### 預警檢查清單
「跡象與警報」編製成國別／系統化檢查表。例如某國常態編隊起飛訓練屬例行，另國則罕見，出現時或有特殊意圖。部分自家行動（如核事故、重大災害）亦會觸發警戒。

### 情勢情報
「情勢情報」介於即時與中期情報之間，整合參考資料、即時情報及相關背景。可為決策者提供大局與背景。加拿大安全情報局常發表公開情勢研究，如《第70號評論：跨國犯罪威脅》。 另有恐怖組織實體資料庫。美國國會研究處（CRS）報告亦常被引用。

## 資訊科技
2001至2002年間，雪曼·肯特情報分析中心邀請學者研究情報分析流程，尤其是資訊科技（IT）的應用情形。 結論指出分析師資質優異，但對新IT技術認識不足。雖能於桌面直接查詢CIA資料庫，FBI分析人員卻難以跨部門或跨網絡存取敏感資訊。
內部資料庫雖不斷改進，但多數仍遜於商用搜尋引擎。分析人員往往靠非正式人脈取得關鍵資訊；商業領域則有專用CRM或ERM軟體支援。
政策與程序造成五大類IT取得障礙，2008年美國情報社群A-Space平台推出，期望打破部分限制。

### 資安與IT
安全是IT推廣最大障礙。許多高安全設施禁止隨身裝置，部分單位則以加密儲存、指紋認證等方式解決。
嚴格規定使分析師傾向遠離IT。理想上，資安團隊應熟悉分析員工作流程，提供易用安全的解決方案。